# Лабинская (станция)
Железнодорожная станция Северо-Кавказской железной дороги находящаяся в Краснодарском крае, в Лабинском районе, в городе Лабинске на ветке «Курганная — Шедок» (ответвление от линии «Армавир — Туапсе»).
Станция приняла первый поезд в 1913 году, тогда же начали строить вокзал.

## Деятельность
На станции осуществляется продажа железнодорожных билетов на все направления. Ведётся приём и выдача багажа. Производится регулярное грузовое движение.
С 1962 по 1999-й год станция принимала пассажирское пригородное сообщение «Армавир Ростовский — Лабинск — Армавир Ростовский».
До 1999 года осуществлялось пригородное пассажирское движения по направлению от Шедка до Курганинска. Впоследствии было прекращено в связи с малым пассажиропотоком.

## Пригородное движение
По состоянию на август 2021 года пригородное пассажирское движение отсутствует.

## Дальнее следование
По состоянию на август 2021 года дальнее следование пассажирских поездов отсутствует.